# 多芸島村
多芸島村（たぎしまむら）は、かつて岐阜県安八郡に存在した村である。
現在の大垣市南西部に該当する。村域の大部分は多芸郡であったが、安八郡に編入されている。
牧田川と杭瀬川の合流点があり、かつては洪水多発地帯であった。

## 沿革
- 江戸時代、一帯は大垣藩領であった。
- 1897年（明治30年）4月1日[1] - 多芸郡が分割され、多芸島村、上笠村、東大外羽村、西大外羽村、高淵村の5村が安八郡に編入される。残りは上石津郡と合併して養老郡となる。
- 1897年（明治30年）4月1日 - 多芸島村、上笠村、東大外羽村、西大外羽村、高淵村と、南杭瀬村の一部（旧・友江村）が合併し、多芸島村となる。
- 1935年（昭和10年）6月1日 - 大垣市へ編入される。

## 交通
- 伊勢電気鉄道養老線
- 友江駅[2]

## 学校
- 学校組合立多芸島尋常高等小学校（多芸島村に設置された多芸島村と南杭瀬村の学校組合立の学校。現・大垣市立日新小学校）